# 3968 Коптєлов
3968 Коптєлов (3968 Koptelov) — астероїд головного поясу, відкритий 8 жовтня 1978 року.
Тіссеранів параметр щодо Юпітера — 3,564.